# 黄楠雁
黄楠雁（1977年4月11日—），广西柳州人，中国退役羽毛球女双运动员。
曾获得2000年悉尼奥运会女双亚军。